# Lefcônico
Lefcônico (em grego:  Λευκόνοικο) é uma cidade localizada no distrito de Famagusta, Chipre. Com população de 2,380 habitantes pelo censo de 2011. Atualmente sob regime do Chipre do Norte.